# Phyllonorycter quinqueguttella
Phyllonorycter quinqueguttella là một loài bướm đêm thuộc họ Gracillariidae. Nó được tìm thấy từ Fennoscandia đến Pyrenees, Alps, Hungary và Ukraina và từ Ireland đến trung Nga.
Sải cánh dài 6-7.5 mm. Có hai lứa trưởng thành vào tháng 5 và tháng 8.
Ấu trùng ăn Salix repens. Chúng ăn lá nơi chúng làm tổ.